# Monhystera somereni
Monhystera somereni is een rondwormensoort uit de familie van de Monhysteridae. De wetenschappelijke naam van de soort is voor het eerst geldig gepubliceerd in 1952 door Allgén.